# Tadeusz Bartosik

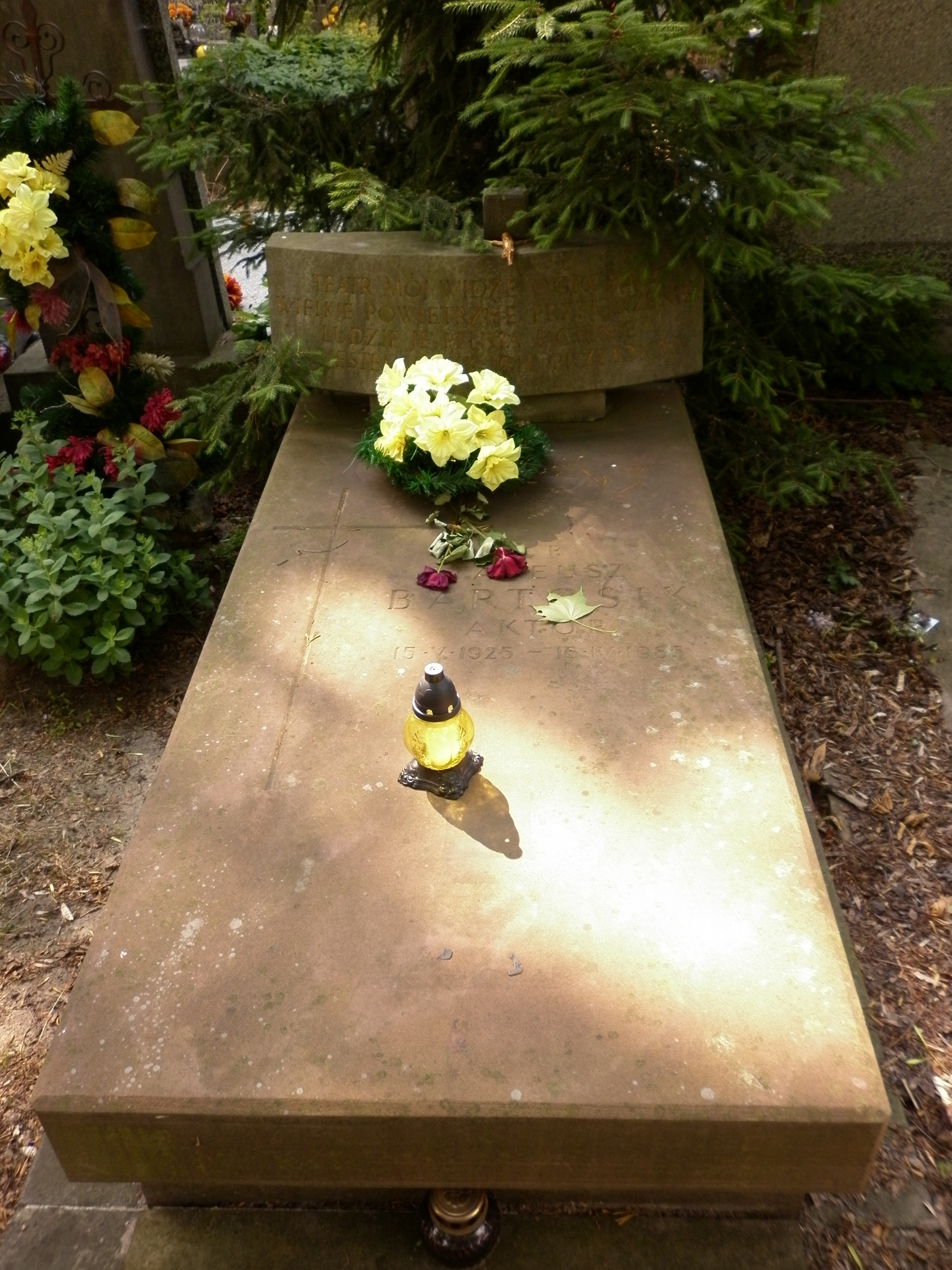
Grób Tadeusza Bartosika na cmentarzu Bródnowskim w Warszawie

Tadeusz Bartosik (ur. 15 maja 1925 w Modlnicy, zm. 16 kwietnia 1985 w Warszawie) – polski aktor teatralny, filmowy, telewizyjny, dubbingowy i radiowy oraz śpiewak (bas); także reżyser teatralny i recytator. Zagrał w wielu bajkach muzycznych wydanych przez Polskie Nagrania „Muza”.

## Kariera zawodowa
Syn Jana. Po ukończeniu szkoły średniej i zdaniu matury rozpoczął studia na Wydziale Prawa krakowskiego Uniwersytetu Jagiellońskiego. Jednocześnie śpiewał w chórze i studiował dyrygenturę.
W 1947 ukończył studia w krakowskiej Państwowej Szkole Dramatycznej (obecnie Akademia Sztuk Teatralnych im. Stanisława Wyspiańskiego). W tym samym roku, 17 lutego, zadebiutował też na scenie krakowskiego Teatru Dramatycznego (obecnie Stary Teatr im. Heleny Modrzejewskiej) w spektaklu Promieniści autorstwa Krystyny Grzybowskiej (reż. Włodzisław Ziembiński). Również w 1947 wystąpił po raz pierwszy w filmie, była to niewielka rola w obrazie Ostatni etap.
Występował w wielu polskich teatrach – w krakowskich: Teatrach Dramatycznych (1947–1950; obecnie Stary Teatr im. H. Modrzejewskiej oraz Teatr im. Juliusza Słowackiego); w warszawskich: Teatrze Powszechnym im. Zygmunta Hübnera (1950–1957), Narodowym (1958–1964), Ateneum im. Stefana Jaracza (1961), Dramatycznym (1964–1975), oraz w opolskim Teatrze 13 Rzędów (1961) i Teatrze im. Juliusza Osterwy w Gorzowie Wielkopolskim (1977). Ponadto występował w Filharmonii Narodowej w Warszawie (1963) i w Warszawskiej Operze Kameralnej (1974). Od 1950 grał w słuchowiskach Teatru Polskiego Radia.
W 1967 został laureatem plebiscytu „Kuriera Polskiego” na najpopularniejszego aktora sezonu 1965/66 w Warszawie.
W latach 1976–1982 był dyrektorem i kierownikiem artystycznym Teatru im. Adama Mickiewicza w Częstochowie, gdzie także występował i reżyserował. Jako dyrektor teatru dbał o różnorodność form scenicznych i repertuaru tej instytucji. W 1982 związał się z warszawskim Teatrem Polskim, w którym pracował do śmierci.
Zmarł w Warszawie, pochowany 22 kwietnia 1985 na cmentarzu Bródnowskim (kwatera 31B-1-9).

## Spektakle teatralne

### Role
- 1947 – Promieniści jako Wasilkow (reż. W. Ziembiński)
- 1947 – Chory z urojenia jako psychiatra (reż. Wacław Nowakowski)
- 1947 – Wieczór Trzech Króli jako Walentyn (reż. Bronisław Dąbrowski)
- 1947 – Słomkowy kapelusz jako Feliks (reż. Roman Zawistowski)
- 1948 – Owcze źródło jako Poseł I (reż. B. Dąbrowski)
- 1948 – Obrona Ksantypy jako Niewolnik (reż. Karol Borowski)
- 1948 – Maria Stuart jako Linday (reż. W. Ziembiński)
- 1949 – Mazepa jako Goniec (reż. Józef Karbowski)
- 1949 – Głupi Jakub jako Jakub (reż. W. Ziembiński)
- 1950 – Pies ogrodnika jako Leonido (reż. Władysław Krzemiński)
- 1950 – Brygada szlifierza Karhana jako Jarka (reż. Lidia Zamkow)
- 1950 – Moskiewski charakter jako Kriwoszein Ignacy Stiepanowicz (reż. K. Borowski)
- 1952 – Mirandolina jako Fabrizio (reż. K. Borowski)
- 1953 – Świerszcz za kominem jako John (reż. Leonia Jabłonkówna)
- 1955 – Milionerka jako Adrian Blenderbland (reż. Jerzy Kreczmar)
- 1957 – Wojna i pokój jako hrabia Piotr Bezuchow (reż. Irena Babel)
- 1957 – Klątwa jako Sołtys (reż. Irena Babel)
- 1959 – Wieczór z okazji 150 urodzin jako Icharew (reż. Stanisław Bieliński)
- 1959 – Maria Tudor jako Eneasz Dulverton (reż. Władysław Krasnowiecki)
- 1959 – Gracze jako Icharew (reż. S. Bieliński)
- 1960 – Fantazy jako Rzecznicki (reż. Henryk Szletyński)
- 1961 – Niemcy jako Hoppe (reż. Józef Wyszomirski)
- 1962 – Matka Courage i jej dzieci jako Werbownik (reż. Zbigniew Sawan)
- 1962 – Wieczór poezji W. Broniewskiego (reż. Ryszarda Hanin)
- 1962 – Barbara Radziwiłłówna jako Poseł (reż. Kazimierz Dejmek)
- 1962 – Zemsta jako Papkin (reż. Ewa Bonacka)
- 1962 – Słowo o Jakubie Szeli jako ksiądz (reż. Kazimierz Dejmek)
- 1963, 1974 – Amfitryjon polski (muzyka polskich kompozytorów) jako Jowisz (reż. Jan Kulma)
- 1963 – Agamemnon jako starzec argejski (reż. Kazimierz Dejmek)
- 1963 – Niezwykła przygoda Pana Kleksa jako kapitan Palemon (reż. Kazimierz Dejmek)
- 1964 – Król Ryszard II jako lord marszałek (reż. H. Szletyński)
- 1964 – Fircyk w zalotach jako Aryst (reż. J. Wyszomirski)
- 1964 – Don Juan jako ojciec Diego (reż. Ludwik Rene)
- 1965 – Po upadku jako Lou (reż. Ludwik Rene)
- 1966 – Romulus Wielki jako Cezar Rupf (reż. Ludwik Rene)
- 1966 – Szkoła żon jako Chryzald (reż. Jan Świderski)
- 1968 – Idiota jako Lebiediew (reż. Stanisław Brejdygant)
- 1969 – Hadrian VII jako kardynał Ragna (reż. Jan Bratkowski)
- 1971 – Juliusz Cezar jako Flawiusz (reż. Ludwik Rene)
- 1972 – Na czworakach jako Hermafrodyt (reż. Jerzy Jarocki)
- 1972 – Wyzwolenie jako Karmazyn (reż. Jerzy Goliński)
- 1972 – Czy to bajka, czy nie bajka jako Pan Twardowski (reż. Stanisław Zaczyk)
- 1973 – Elektra jako prezes Sądu Najwyższego (reż. Kazimierz Dejmek)
- 1974 – Sułkowski jako Trzmiel (reż. Kazimierz Dejmek)
- 1979 – Fantazy jako Wołdemar Hawryłowicz (reż. Tadeusz Bartosik)
- 1979 – Emigranci jako XX (reż. Tomasz Grzeszczak)
- 1980 – Czas na kabaret (reż. Jan Pietrzak)
- 1980 – Proces w Norymberdze jako Hermann Göring (reż. Tadeusz Bartosik)
- 1981 – Pan Puntila i jego sługa Matti jako Puntila (reż. J. Kreczmar)
- 1982 – Porwanie Sabinek jako Leonard Strzyga-Strzycki (reż. Henryk Adamek)
- 1983 – Szewcy jako Towarzysz Abramowski (reż. J. Krasowski)
- 1983 – Zemsta jako Cześnik Raptusiewicz (reż. Kazimierz Dejmek)
- 1984 – Wieczór Trzech Króli jako sir Toby Czkawka (reż. Jerzy Rakowiecki)
- 1984 – Wesele jako ojciec (reż. Kazimierz Dejmek)
- 1985 – Romulus Wielki jako Meres (reż. Kazimierz Dejmek)

#### Teatr Telewizji
- 1958 – Nie igra się z miłością (reż. Maryna Broniewska)
- 1960 – Czechow (reż. Lucyna Tychowa, Olga Szaniawska)
- 1960 – Człowiek, który demoralizował Hadleyburg (reż. Adam Hanuszkiewicz)
- 1962 – Świętoszek (reż. Tadeusz Byrski)
- 1963 – Wielki człowiek do małych interesów jako Ambroży Jenialkiewicz (reż. Maria Wiercińska)
- 1967 – Śmierć komiwojażera jako Charley (reż. Janusz Warmiński)
- 1967 – Pan Damazy jako pan Damazy (reż. Józef Słotwiński)
- 1971 – Bogumił i Barbara jako Łada (reż. J. Świderski)
- 1973 – Za kurtyną jako sierżant Chan (reż. Jan Bratkowski, reż.TV. Barbara Sałacka)
- 1972 – Amerykańska guma do żucia pinky jako Guła (reż. Józef Słotwiński)
- 1974 – Żywy trup jako sędzia śledczy (reż. Andrzej Łapicki)
- 1985 – Dwadzieścia minut z aniołem jako Bazilski (reż. Andrzej Rozhin)

### Reżyseria
- 1977 – Czarodziejskie okulary
- 1977 – Słoneczny kraj
- 1978 – Wdowy
- 1979 – Fantazy
- 1980 – Pinokio (razem z Wiesławem Opałkiem)
- 1980 – Proces w Norymberdze

## Filmografia
- 1947 – Ostatni etap jako gestapowiec zabijający śpiewającą Polkę
- 1958 – Ostatni strzał jako Śluzowy Ignacy Jasiołd
- 1959 – Tysiąc talarów jako kupiec (1859) i ordynator szpitala psychiatrycznego (1959)
- 1960 – Historia współczesna jako Dembiński, porucznik MO
- 1960 – Zezowate szczęście jako Wąsik, szef biura pisania podań
- 1961 – Samson jako "profesor" Pankrat
- 1962 – Mój stary jako sąsiad Grzelów, ojciec Wojtka
- 1965 – Poznańskie Słowiki jako kierowca
- 1968 – Stawka większa niż życie (serial tv) jako Lemner, dyrektor hotelu „Excelsior”
- 1969 – Do przerwy 0:1 (serial tv) jako kierownik sekcji piłkarskiej
- 1969 – Zbrodniarz, który ukradł zbrodnię jako aktor Teatru Dramatycznego
- 1970 – Album polski jako sekretarz PPR
- 1971 – Wizyta (tv) jako Tadeusz Rapalski, dysponent transportu
- 1976 – Powrót (tv) jako działacz
- 1976 – Zaklęty dwór (serial tv) jako Girgilewicz, rządca folwarku Juliusza Żwirskiego
- 1978 – Sowizdrzał świętokrzyski jako biskup Polkoń
- 1979 – Doktor Murek (serial tv) jako Stanisław Horzyński, ojciec Niry
- 1979 – Lekcja martwego języka jako major w łaźni
- 1981 – Krótki dzień pracy (tv) jako członek egzekutywy KW w Radomiu
- 1982 – Coś się kończy (tv) jako adwokat Morgonia
- 1982 – Młodzik (tv)
- 1982 – Zmartwychwstanie Jana Wióro (tv) jako komendant
- 1984 – Hania (tv) jako ksiądz Ludwik
- 1984 – Smażalnia story jako Wituś, prezes GS
- 1985 – Rośliny trujące (tv) jako ojciec Gogi

### Polski dubbing
- 1976: Ja, Klaudiusz jako August
- 1964: Noc iguany jako Lawrence Shannon

## Dyskografia

### Bajki
- Złota kaczka – bajka muzyczna jako Wiarus (LP, Muza L-0462)
- Bajki na dobranoc (EP, Tonpress N-60)
- Dzieci taty Abecadła (LP, Tonpress SX-T-22)
- Ośla skórka (LP, Tonpress SX-T-23)
- Księżniczka na ziarnku grochu jako król (LP, Muza SX-1159)
- 1973 – O krasnoludkach i o sierotce Marysi jako król Błystek (LP, Muza SX-0927)
- Panna Ojdana jako Szewc / Kowal / Żołnierz (EP, Muza N-0480)
- Brzydkie kaczątko (EP, Muza N-0672)
- Jaś i Małgosia jako drwal (EP, Muza N-0350)
- Kosmiczna heca (EP, Muza N-0695)
- Kot w butach jako Kot (EP, Muza N-0333)
- Ali Baba i czterdziestu rozbójników jako Herszt (EP, Muza N-0575)
- Lata ptaszek jako narrator
- O Tadku-Niejadku, babci i dziadku jako dziadek (EP, Muza SN-0555)
- Noc u Wedla (EP, Muza N-0711)
- Tymoteusz Rimcimci (EP, Muza N-0687)
- 1976 – Królowa Zima – Baśnie o Bolku i Lolku jako Niedźwiedź (LP, Muza SX-1354)
- 1977 – Krystyna Wodnicka – O dwóch takich co ukradli księżyc jako Pelikan (LP, Muza SX-1436)
- 1977 – O złotym królu Midasie (Pocztówka, KAW B-10)
- Antoni Marianowicz: Alicja w krainie czarów jako król Kier (LP, Muza SX-1321)
- 1978 – Przygody Piotrusia Pana jako Krokodyl (LP, Pronit SX-1640)
- 1978 – Stoliczku, nakryj się jako Ludożerca II (LP, Muza SX-1642)
- 1978 – Zaczarowany las jako Wilk (LP, Pronit SX-1627)
- 1979 – Calineczka jako narrator-Ogrodnik (LP, Muza SX-1855)
- 1979 – Dobromir ze szpaczkiem (Pocztówka, Tonpress R-0792-II)
- 1980 – Lampa Alladyna II (SP, Tonpress S-402)
- 1982 – O trzech braciach i latającym dywanie. Lampa Alladyna (LP, Tonpress SX-T-13)

### Pozostałe
- 1966 – Pasja jako Faryzeusz (LP, Veriton V-509)
- 1967 – Adam Wiernik: Sobótka Świętojańska – Misterium (LP, Muza XL-0409)
- 1968 – Pieśni walki i pokoju (LP, Muza SXL-0499)
- Język Polski kl. 6 – Płytoteka dla 8-klasowej szkoły podstawowej (LP, Muza L-0490), gdzie Tadeusz Bartosik czyta fragment noweli Marcin Kozera
- Język Polski kl. 5 – Płytoteka dla 8-klasowej szkoły podstawowej (LP, Muza L-0488), gdzie Tadeusz Bartosik czyta fragment powieści Anielka
- Piosenki wojskowe (EP, Muza ZL-411)
- Jerzy Dobrzański: Karol Kurpiński – Szarlatan (LP, Veriton SXV-701)

## Ordery i odznaczenia
- Krzyż Oficerski Orderu Odrodzenia Polski (1984)
- Krzyż Kawalerski Orderu Odrodzenia Polski (1977)
- Srebrny Krzyż Zasługi (11 lipca 1955)[1]
- Medal 10-lecia Polski Ludowej (19 stycznia 1955)[4]
- Odznaka 1000-lecia Państwa Polskiego (1967)[5]
- Odznaka „Przyjaciel Dziecka” (1966)